# Meng Suping
Meng Suping (* 17. Juli 1989) ist eine chinesische Gewichtheberin. Sie wurde 2010 und 2014 jeweils Vize-Weltmeisterin in der Gewichtsklasse über 75 kg Körpergewicht (Schwergewicht).

## Werdegang
Meng Suping stammt aus der Provinz Anhui. Über ihre Anfänge als Gewichtheberin und über ihre Trainer ist bisher nichts bekannt. Sie trat erstmals im Jahre 2009 in Erscheinung, als sie bei der chinesischen Meisterschaft der Frauen im Schwergewicht mit einer Zweikampfleistung von 313 kg (134–179) den 4. Platz belegte. Den 2. Platz bei dieser Meisterschaft belegte Zhou Lulu mit 323 kg (148–175), die in der weiteren Karriere von Meng Suping ihre Hauptrivalin in China sein wird. Etwas überraschend wurde Meng Suping im November 2009 vom chinesischen Gewichtheber-Verband dann bei der Weltmeisterschaft der Frauen in Goyang eingesetzt. Sie kam dort auf eine Zweikampfleistung von 296 kg (131–165) und belegte damit hinter der Olympiasiegerin von 2008 Jang Mi-ran aus Südkorea, 323 kg (136–187) und Tatjana Kaschirina aus Russland, 303 kg (138–165) den 3. Platz. Auch mit ihren Einzelleistungen im Reißen und Stoßen gewann sie jeweils eine WM-Bronzemedaille.
2010 war Meng Suping auch bei der Weltmeisterschaft der Frauen in Almaty am Start. Sie erreichte dort im Zweikampf 310 kg (131–179) und belegte damit hinter Tatjina Kaschirina, die sich auf 315 kg (145–170) steigerte, den 2. Platz, noch vor Jang Mi-ran, die in Almaty nur auf 309 kg (130–179) kam. Mit ihrer Stoßleistung von 179 kg gewann sie sogar die WM-Goldmedaille. Im November 2010 war sie auch noch bei den Asienspielen in Guangzhou am Start und erzielte dort 311 kg (135–176), womit sie hinter Jang Mi-ran, die ebenfalls auf 311 kg (130–181) kam, den 2. Platz belegte.
Im April 2011 wurde Meng Suping in Tongling/China Asienmeisterin mit 304 kg (134–170) vor Zhou Lulu, die auf 299 kg (141–158) kam. Im November 2011 hatte sie dann in Abwesenheit von Zhou Lulu die große Chance erstmals chinesische Meisterin im Schwergewicht zu werden. Sie konnte diese Chance aber nicht nutzen, denn ihr misslangen im Reißen alle drei Versuche. Chinesische Meisterin dieses Jahres im Schwergewicht wurde deshalb Liu Xue, die auf 300 kg (145–183) kam. Meng Suping gewann bei dieser Meisterschaft mit 182 kg wenigstens das Stoßen.
Im April 2012 fiel im Rahmen der chinesischen Meisterschaft die Entscheidung, wer China bei den Olympischen Spielen in London vertreten würde. Meng Suping kam dort mit einer Zweikampfleistung von 318 kg (140–178) auf den 2. Platz hinter Zhou Lulu, die sich auf 328 kg (145–183) steigerte und die dann in London auch Olympiasiegerin vor Tatjana Kaschirina wurde. Für Meng Suping blieb als Trostpflaster nur der Sieg im November 2012 bei der Universitäten-Weltmeisterschaft in Eilat/Israel, wo sie im Zweikampf 323 kg (135–188) erzielte.
2013 und 2014 wurde Meng Suping mit 319 kg (138–181) bzw. 304 kg (128–176) jeweils chinesische Vize-Meisterin, wobei sie jedes Mal Zhou Lulu, die bei diesen Meisterschaften 330 kg (147–183) bzw. 323 kg (142–181) erzielte, den Vortritt lassen musste. 2014 wurde Meng Suping anstelle von Zhou Lulu auch bei der Weltmeisterschaft der Frauen in Almaty eingesetzt. Sie erzielte dort im Zweikampf 320 kg (140–180), womit sie hinter der bei dieser Meisterschaft überragenden Tatjana Kaschirina, die auf 348 kg (155–193) kam, sowohl im Zweikampf als auch im Reißen und Stoßen den 2. Platz belegte.

## Internationale Erfolge
| Jahr | Platz | Wettbewerb                       | Gewichtsklasse | Ergebnisse |
| 2009 | 3.    | WM in Goyang                     | Schwer         | mit 296 kg (131–165), hinter Jang Mi-ran, Südkorea, 323 kg (136–187) und Tatjana Kaschirina, Russland, 303 kg (138–165)   |
| 2010 | 2.    | WM in Almaty                     | Schwer         | mit 310 kg (131–179), hinter Tatjana Kaschirina, 315 kg (145–170), vor Jang Mi-ran, 309 kg (130–179)                      |
| 2010 | 2.    | Asienspiele in Guangzhou         | Schwer         | mit 311 kg (135–176), hinter Jang Mi-ran, 311 kg (130–181), vor Maria Grabowezkaja, Kasachstan, 290 kg (135–155)          |
| 2011 | 1.    | IWF-Grand-Prix in Fujian         | Schwer         | mit 270 kg (120–150), vor Aslihan Ceyhan, Türkei, 179 kg (75–104)                                                         |
| 2011 | 1.    | Asienmeisterschaft in Tongling   | Schwer         | mit 304 kg (134–170), vor Zhou Lulu, China, 299 kg (141–158) und Alexandra Abornewa, Kasachstan, 253 kg (110–143)         |
| 2012 | 1.    | Universitäten-WM in Eilat/Israel | Schwer         | mit 323 kg (135–188), vor Anastasia Tschernich, Russland, 235 kg (105–130)                                                |
| 2014 | 2.    | WM in Almaty                     | Schwer         | mit 320 kg (140–180), hinter Tatjana Kaschirina, 348 kg (155–193), vor Chitchanok Pulsabsakul, Thailand, 294 kg (132–162) |
| 2016 | 1.    | OS in Rio de Janeiro             | Schwer         | mit 307 kg vor Kim Kuk-hyang und Sarah Robles                                                                             |

## WM-Einzelmedaillen
- WM-Goldmedaillen: 2010/Stoßen – 2016
- WM-Silbermedaillen: 2010/Reißen – 2014/Reißen – 2014/Stoßen
- WM-Bronzemedaillen: 2009/Reißen – 2009/Stoßen

## Chinesische Meisterschaften
| Jahr | Platz | Gewichtsklasse | Ergebnisse |
| 2009 | 4.    | Schwer         | mit 313 kg (134–179), hinter Qi Xihui, 324 kg (138–186), Zhou Lulu, 323 kg (148–175) und Mu Shuangshuang, 315 kg (140–175) |
| 2011 | unpl. | Schwer         | nach 3 Fehlversuchen im Reißen mit 130 kg, 182 kg im Stoßen (1. Platz)                                                     |
| 2012 | 2.    | Schwer         | mit 318 kg (140–178), hinter Zhou Lulu, 328 kg (145–183)                                                                   |
| 2013 | 2.    | Schwer         | mit 319 kg (138–181), hinter Zhou Lulu, 330 kg (147–183)                                                                   |
| 2014 | 2.    | Schwer         | mit 304 kg (128–176), hinter Zhou Lulu, 323 kg (142–181)                                                                   |

Erläuterungen
- alle Wettkämpfe im Zweikampf, bestehend aus Reißen und Stoßen
- Schwergewicht, Gewichtsklasse über 75 kg Körpergewicht
- WM = Weltmeisterschaft
- OM = Olympische Spiele